# Heliconius artemis
Heliconius artemis är en fjärilsart som beskrevs av Riffarth 1907. Heliconius artemis ingår i släktet Heliconius och familjen praktfjärilar. Inga underarter finns listade i Catalogue of Life.